# Diego Haëdo
Diego Haëdo (Valle de Carranza, ... – Palermo, 5 luglio 1608) è stato un arcivescovo cattolico spagnolo.

## Biografia
Il 23 gennaio 1585 è stato nominato vescovo di Agrigento da papa Gregorio XIII; ha ricevuto l'ordinazione episcopale nella cattedrale di Palermo il 31 marzo successivo da Cesare Marullo, arcivescovo metropolita di Palermo, coconsacranti Bernardo Gascó, vescovo di Mazara del Vallo, e Desiderio Mezzapica, vescovo di Ugento.
Quattro anni dopo, il 14 agosto 1589 papa Sisto V lo ha promosso arcivescovo metropolita di Palermo.
È morto il 5 luglio 1608 dopo 19 anni di governo pastorale dell'arcidiocesi.

## Genealogia episcopale
La genealogia episcopale è:
- Arcivescovo Cesare Marullo
- Arcivescovo Diego Haëdo